# Halictus crenicornis
Halictus crenicornis är en biart som beskrevs av Blüthgen 1923. Halictus crenicornis ingår i släktet bandbin, och familjen vägbin. Inga underarter finns listade i Catalogue of Life.